# Timi Yuro
 (juillet 2022).
La mise en forme du texte ne suit pas les recommandations de Wikipédia : il faut le « wikifier ».
Les points d'amélioration suivants sont les cas les plus fréquents :
- Les titres sont pré-formatés par le logiciel. Ils ne sont ni en capitales, ni en gras.
- Le texte ne doit pas être écrit en capitales (les noms de famille non plus), ni en gras, ni en italique, ni en « petit »…
- Le gras n'est utilisé que pour surligner le titre de l'article dans l'introduction, une seule fois.
- L'italique est rarement utilisé : mots en langue étrangère, titres d'œuvres, noms de bateaux, etc.
- Les citations ne sont pas en italique mais en corps de texte normal. Elles sont entourées par des guillemets français : « et ».
- Les listes à puces sont à éviter, des paragraphes rédigés étant largement préférés. Les tableaux sont à réserver à la présentation de données structurées (résultats, etc.).
- Les appels de note de bas de page (petits chiffres en exposant, introduits par l'outil «  Source ») sont à placer entre la fin de phrase et le point final[comme ça].
- Les liens internes (vers d'autres articles de Wikipédia) sont à choisir avec parcimonie. Créez des liens vers des articles approfondissant le sujet. Les termes génériques sans rapport avec le sujet sont à éviter, ainsi que les répétitions de liens vers un même terme.
- Les liens externes sont à placer uniquement dans une section « Liens externes », à la fin de l'article. Ces liens sont à choisir avec parcimonie suivant les règles définies. Si un lien sert de source à l'article, son insertion dans le texte est à faire par les notes de bas de page.
- La présentation des références doit suivre les conventions bibliographiques. Il est recommandé d'utiliser les modèles {{Ouvrage}}, {{Chapitre}}, {{Article}}, {{Lien web}} et/ou {{Bibliographie}}. Le mode d'édition visuel peut mettre en forme automatiquement les références.
- Insérer une infobox (cadre d'informations à droite) n'est pas obligatoire pour parachever la mise en page.

Pour une aide détaillée, merci de consulter Aide:Wikification.
Si vous pensez que ces points ont été résolus, vous pouvez retirer ce bandeau et améliorer la mise en forme d'un autre article.
 (juillet 2021).
Rosemary Timotea Aurro, née à Chicago (Illinois) le 4 août 1940 et morte le 30 mars 2004 à Las Vegas (Nevada), connue sous le nom de Timi Yuro, est une auteure-compositrice-interprète et actrice italo-américaine.
Parfois appelée «la petite fille à la grande voix», elle est considérée comme l'une des premières stylistes soul aux yeux bleus. Selon un critique, "sa voix profonde, stridente, presque masculine, sa prestation décalée et les sanglots occasionnels ont créé une présence musicale convaincante." Timi possédait une gamme vocale contralto. Sur la chanson I Believe, où elle interprète une femme et un homme, elle double sa voix en deux tons différents pour personnifier les deux personnages. Cet article a été traduit du wikipédia anglophone consacré à Timi Yuro.

## Biographie

### Jeunesse
Rosemary Timotea Aurro est né à Chicago (Illinois, États-Unis) en 1940, de Louis et Edith Aurro, dans une famille italo-américaine dont le nom de famille était Aurro. Au moment de sa naissance, cependant, la famille a utilisé l'orthographe Yuro. En 1952, la famille a déménagé à Los Angeles, où Timi a chanté dans le restaurant italien de ses parents et, malgré leur opposition, dans les boîtes de nuit locales avant d'attirer l'attention et l'oreille du talent scout Sonny Chevalier. Signée à Liberty Records en 1959, elle a publié  un single américain dans le Billboard No. 4 en 1961 avec "Hurt", une ballade R&B qui avait été un succès précoce pour Roy Hamilton. L'enregistrement de Timi a été produit par Clyde Otis, qui avait auparavant travaillé avec Brook Benton et Dinah Washington. Plus tard cette année-là, elle a enregistré en duo avec Johnnie Ray. Elle a tracé quelques autres succès mineurs comprenant "Smile" de Charlie Chaplin (No. 42), elle a fait la première partie de Frank Sinatra lors de sa tournée de 1962 en Australie et a reçu une nomination aux Grammy en 1962 pour le Meilleur Nouvel Artiste de 1961 (perdant à Peter Nero).
En 1962, Bob Johnston et Otis ont produit le single de Timi, "What's a Matter Baby (Is It Hurting You?)", qui est allé au n°12 sur les charts pop du Billboard. Sur "Hurt" et "What's a Matter Baby", elle a montré un style vocal émotionnel mais élégant qui avait une dette envers Dinah Washington et d'autres chanteuses de jazz noirs. De nombreux auditeurs au début des années 1960 pensaient que Timi était noire. Son single "The Love of a Boy" a atteint la 44e place en 1962. Il a été arrangé et coécrit par Burt Bacharach, mais elle a refusé d'enregistrer sa suite suggérée, "What the World Needs Now Is Love".
L'année suivante, Liberty a sorti Make the World Go Away, un album de standards country et blues. La chanteuse y est à son apogée vocale, cet enregistrement comprend la chanson titre à succès (plus tard un plus grand succès pour Eddy Arnold, avec qui la chanson est généralement associée), une version de "Permanently Lonely" de Willie Nelson, et deux prises de blues différentes de "I'm Movin' On". Timi était également connu pour ses remaniements émouvants de standards américains populaires, tels que "Let Me Call You Sweetheart", "Smile" et "I Apologize". Elle a fait une tournée en Europe en 1963 et est apparue dans l'émission de télévision britannique Ready Steady Go!. Cependant, aux États-Unis, son image s'est établie en tant qu'artiste de cabaret, plutôt que comme chanteuse de soul.
En 1964, Timi a signé avec la maison de disques Mercury Records et son premier disque pour le label, "You Can Have Him", arrangé par Jack Nitzsche, venait juste de rentrer dans les charts et fut son dernier succès. Néanmoins, son album The Amazing Timi Yuro, produit par Quincy Jones, fut aussi un succès artistique. Les enregistrements suivants ont échoué, bien qu'une face B, "Can't Stop Running Away", ait été plus tard populaire sur le circuit de la soul du nord du Royaume-Uni. Dans les années 1960, Yuro a fait deux apparitions à la télévision dans The Ed Sullivan Show et a été invité sur American Bandstand, Where the Action Is et The Lloyd Thaxton Show. En 1967, elle est apparue dans un film en noir et blanc aux Philippines en tant qu'invitée aux côtés des comédiens philippins Dolphy et Panchito dans une comédie intitulée Buhay Marino (Life of a Sailor), un film sorti par Wag-Wag Productions, Inc. Auparavant, Timi est également apparu en tant qu'invitée dans le programme télévisé Student Canteen animé par Leila Benitez de CBN (maintenant ABS-CBN) à Aduana, Manille, et a ensuite fait un concert au Araneta Coliseum (maintenant Smart Arena C). . À cette époque, la chanteuse était très populaire aux Philippines. Elle signa à nouveau pour Liberty Records en 1968 et enregistra à Londres.
À la fin des années 1960, elle s'était produit dans des salles allant de Londres à Las Vegas. Elle est apparue dans les clubs des jumeaux Kray à Londres car elle était la favorite de Reggie Kray. En 1965 et 1968, elle chante au Festival de musique de Sanremo, le concours de musique le plus populaire d'Italie. Cependant, sa carrière a perdu son élan initial et elle a complètement quitté l'industrie de la musique après son mariage en 1969 avec Robert Selnick, de qui elle a eue une fille prénommée Milan.

### Carrière ultérieure
En 1981, Timi a tenté un retour aux Pays-Bas, se produisant en tant qu'invité d'honneur à la télévision nationale néerlandaise. Elle a réenregistré une nouvelle version de "Hurt" qui a atteint le n ° 5 sur les charts pop néerlandais. Elle a également signé avec le label néerlandais Dureco pour enregistrer un nouvel album, All Alone Am I; il est allé au n ° 1 sur les charts d'albums néerlandais et a finalement été certifié comme un disque d'or. Avec ces succès, Timi a déménagé aux Pays-Bas et a continué avec une série de singles et d'albums à succès. Après que ses ventes de disques aient commencé à baisser au milieu des années 1980, elle est retournée aux États-Unis. Son dernier enregistrement était l'album de vinyle Today, qui a été publié en 1982 par Ariola et produit par son vieil ami et collaborateur Willie Nelson. En 1990, le disque a été réédité en CD, remasterisé et remixé par Timi elle-même sur son propre label et intitulé Timi Yuro Sings Willie Nelson.

### Maladie et décès
Après avoir été diagnostiquée d'un cancer de la gorge en 1984, Timi a débuté toute une série de tests et de visites régulières chez son médecin et à l'hôpital. Plusieurs opérations, dont une trachéotomie et l'ablation d'un poumon, ont effectivement mis fin à la carrière de chanteuse de Timi. Elle s'est battue très fort et a vécu encore deux décennies, voyant finalement ses premiers enregistrements reconditionnés pour des collectionneurs enthousiastes en Europe, où elle est vénérée comme la "Voix Perdue de la Soul". Timi Yuro décède le 30 mars 2004.

## Influence
Le travail de Timi est admiré aux États-Unis ainsi qu'au Royaume-Uni et aux Pays-Bas. Selon la nécrologie du Las Vegas Sun, le journal de sa ville natale, le fan le plus célèbre de Timi était probablement Elvis Presley, qui commandait sa propre table au casino où elle était en tête d'affiche à la fin des années 1960. (Presley avait un hit country Top 10, et Top 30 pop hit, avec sa version 1976 de "Hurt".) En avril 2004, Morrissey a annoncé la mort de Timi sur son site officiel, la décrivant comme sa "chanteuse préférée". (Morrissey a également enregistré une version de "Interlude" de Timi avec Siouxsie Sioux en 1994.) P. J. Proby connaissait Timi Yuro depuis leur séjour à Hollywood, et la mentionne souvent lors de ses performances de "Hurt".
Elkie Brooks a enregistré une version du classique de Timi, "What's a Matter Baby" sur son album de 1988 Bookbinder's Kid. Timi a été tellement impressionnée par la version qu'elle a contacté Brooks alors qu'elle était en tournée au Royaume-Uni, et les deux sont restés en contact.
Elle a trouvé le succès sur les pistes de danse du nord de l'Angleterre dans les années 1970 et 1980, lorsque les DJ soul du nord ont défendu ses deux chansons, "It'll Never Be Over for Me" et "What's a Matter Baby". La première est restée une chanson importante de la soul et a été réédité sur Kent Records dans les années 1980.

## Discographie

### Albums
- Hurt! (Liberty Records 7208, 1961)
- Soul (Liberty Records 7212, 1962)
- Let Me Call You Sweetheart (Liberty Records 7234, 1962)
- What's a Matter Baby (Liberty Records 7263, 1963)
- The Best of Timi Yuro (Liberty Records 7286, 1963)
- Make the World Go Away (Liberty Records 7319, 1963)
- The Amazing Timi Yuro (Mercury Records 60963, 1964)
- Timi Yuro (Sunset Records 5107, 1966)
- Something Bad on My Mind (Liberty Records 7594, 1968)
- Live at PJ's (Liberty Records, 1969)
- The Very Best of Timi Yuro (Liberty Records LBR 1034) 1980
- All Alone Am I (Dureco Benelux 77.011, 1981)
- I'm Yours (Arcade, 1982)
- Today (Ariola, 1982)

### Compilations
- Hurt! The Best of Timi Yuro (Liberty Records, 1963 /EMI Records, 1992)
- Timi Yuro – 18 Heartbreaking Songs (Intermusic, 1993 – RMB 75061)
- Timi Yuro: The Lost Voice of Soul (RPM Records, 1993 – RPM-117)
- Timi Yuro: The Voice That Got Away (RPM Records, 1996 – RPM-167)
- The Amazing Timi Yuro: The Mercury Years (Spectrum Music – Universal International (UK), 2005 – 982-596-5)
- Timi Yuro: The Complete Liberty Singles (Real Gone Music, 2012 – RGM-0066)
- Timi Yuro: I'm a Star Now Rarities 1956–1982 (RPM RECORDS, 2014 – RPM-955)
- Timi Yuro: Hurt!/Live at PJs (Liberty Bell, 1986 – LST-7208, Italy, 2 lps on 1 cd)
- Timi Yuro: Something Bad on My Mind/The Unreleased Liberty Collection(Morello Records, 2015 – MRLLX-50)

## Filmographie

### Télévision
- 1962 : Toast of the Town : chanteuse

### Cinéma
- 1962 : Hindi tayo talo de Matoy Catindig : chanteuse
- 1967 : Incognito de Danny L. Zialcita
- 1967 : Buhay Marino (Life of a Sailor) d'Armando Garces : Elle-même